# Lubutu
Lubutu est une localité, chef-lieu du territoire éponyme de la province du Maniema en république démocratique du Congo.

## Géographie

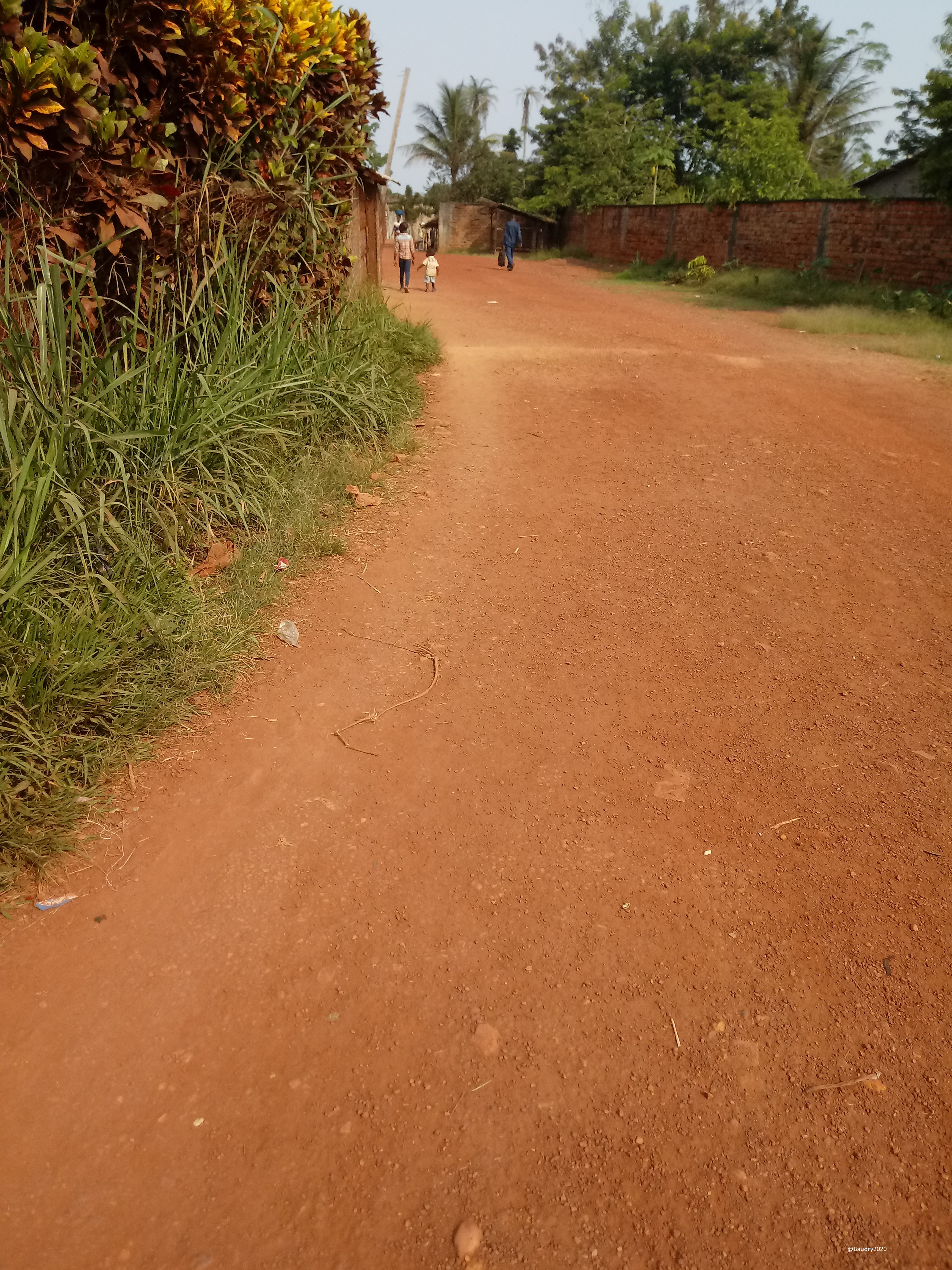
Route à Lubutu.

Elle est située sur la route nationale RN31 à 373 km au nord du chef-lieu provincial Kindu.

## Histoire
Relégation (Congo belge)

## Administration
Chef-lieu territorial de 13 068 électeurs enrôlés pour les élections de 2018, elle a le statut de commune rurale de moins de 80 000 électeurs et  compte 7 conseillers municipaux en 2019.

## Population
Le recensement date de 1984,.
| 1984 | 2004  | 2012  |
| ---- | ----- | ----- |
| -    | 6 621 | 8 205 |